# تاریور
تاریور (به لاتین: Tärivere) یک روستا در استونی است که در دهستان ایساکو واقع شده‌است.